# All Eyez on Me (álbum de Monica)
All Eyez on Me é o terceiro álbum de estúdio da cantora norte-americana Monica. Levando o nome de seu single principal de mesmo título, marcou o primeiro álbum do cantora pela gravadora J Records, de Clive Davis, e foi lançado pela primeira vez em 11 de setembro de 2002, no Japão. As faixas do álbum são uma mistura de canções uptempo e baladas, e foi elaborado por produtores como Dallas Austin, Bryan Michael Cox, Jermaine Dupri, Rodney "Darkchild" Jerkins e Soulshock & Karlin.
Recebido com avaliações mistas por críticos musicais, o álbum alcançou a posição 14 na parada de álbuns japonesa. Seus dois singles, "All Eyez on Me" e "Too Hood", alcançaram um sucesso comercial moderado nas paradas. Previsto para ser lançado em 12 de novembro de 2002, nos Estados Unidos, o álbum acabou sendo colocado em espera depois de passar por um grande bootlegging após seu lançamento no Japão e ter se tornado amplamente disponível por meio de serviços de compartilhamento de arquivos na Internet. O álbum foi parcialmente regravado e reformulado como After the Storm em 2003, reutilizando algumas das faixas, entre elas "U Should've Known Better", lançada como seu quarto single em 2004.

## Antecedentes
Em junho de 2000, em entrevista à MTV News, Monica revelou que planejava começar a trabalhar na sequência de seu álbum de 1998, The Boy Is Mine, durante a temporada de verão, com um primeiro single a ser lançado em outubro do mesmo ano. Expressando seu interesse em voltar a trabalhar com os principais músicos com quem trabalhou em seu segundo álbum (incluindo colaboradores frequentes Dallas Austin, Rodney Jerkins, David Foster, Daryl Simmons e Jermaine Dupri) a cantora esperava que o álbum fosse lançado no primeiro trimestre de 2001 após seu envolvimento com o concurso Jingle Jam Talent Search de Oscar Mayer e a filmagem de seu primeiro grande filme, Love Song (2001). No mês seguinte, tribulações pessoais interromperam temporariamente a produção do álbum quando seu ex-namorado, Jarvis "Knot" Weems, cometeu suicídio. Em julho de 2000, Monica e Weems estavam juntos ao lado do túmulo do irmão de Weems, que morreu em um acidente automobilístico aos 25 anos em 1998, quando Weems, sem aviso, apontou uma arma para sua cabeça e atirou em si mesmo até a morte. Knot deixou para trás uma filha de um relacionamento anterior, que Monica cuidou depois de entrar em hiato. "A morte de Jarvis teve tudo a ver com eu não trabalhar", disse ela em 2001. "Não consegui [...] trabalhei todas essas horas depois que aconteceu, [mas] percebi no meio de tudo, Não aguentei. Não tenho vergonha de dizer que decidi recuar e buscar a ajuda de que precisava para realmente vir de dentro".

## Gravação e produção
No primeiro trimestre de 2001, o single de Monica, "Just Another Girl", retirado da trilha sonora do filme Down to Earth (2001), foi lançado. Uma faixa de R&B uptempo que trata de problemas de relacionamento, Monica observou que a música não "pertence ao estágio da minha vida em que estou, então estou realmente esperando e procurando material que o levará a algumas das profundezas da minha alma". "Foi muito difícil conciliar todas essas coisas e, em seguida, tentar ser uma família para seus filhos ao mesmo tempo. Espero ser uma inspiração para muitas mulheres jovens". Ela finalmente decidiu retornar ao estúdio de gravação para preparar o lançamento de seu terceiro álbum no outono de 2001. Ao longo das sessões, Clive Davis (que havia levado a cantora com ele de sua antiga gravadora, Arista Records, para seu último empreendimento, J Records) emergiu como o novo mentor de Monica. Davis substituiu o produtor Dallas Austin, enquanto o colaborador de longa data Jermaine Dupri atuou como produtor executivo do álbum. Ao longo do processo, Monica se concentrou principalmente em trabalhar com seus produtores habituais, que também incluíam Austin, a dupla de produção Soulshock & Karlin, Bryan Michael Cox e Rodney Jerkins e sua equipe Darkchild. Embora ela "nunca tivesse pensado em escrever muito" até então, seus produtores encorajaram a cantora a intensificar seu trabalho no álbum e a escrever e contribuir com suas próprias letras e ideias para as canções. "Eu não tinha um conceito em mente: apenas pensei nas situações e que valeria a pena compartilhá-las". No final, Monica criou nove canções para seu terceiro álbum, que ela declarou como "bastante sério" por causa de seu tema mais adulto e, além disso, chamou-o de "álbum de 'maioridade" com o objetivo de "estabelecer o tipo de fã que estará comigo pelos próximos dez anos e mais". Embora o álbum tenha sido provisoriamente intitulado I'm Back e Monica em um certo momento, ele acabou recebendo o nome do single principal do álbum, "All Eyez on Me".

## Recepção da crítica
| Críticas profissionais                                                      | Críticas profissionais |
| Avaliações da crítica                                                       | Avaliações da crítica  |
| Fonte                                                                       | Avaliação              |
| --------------------------------------------------------------------------- | ---------------------- |
| Blender                                                                     | [ 5 ]                  |
| The Boston Globe                                                            | (favorável)            |
| Esta tabela precisa de ser acompanhada por texto em prosa. Consulte o guia. |                        |

Após seu lançamento limitado, All Eyez on Me recebeu avaliações geralmente mistas dos críticos musicais. Michael Endelman escreveu em sua crítica inicial para o The Boston Globe que "como os lançamentos recentes de Christina Aguilera e Brandy, o novo álbum de Monica encontra a cantora de R&B de 21 anos tentando escapar de seu passado pop adolescente. Felizmente, o resultado é mais bem-sucedido do que a recente incursão de Aguilera na sexualidade descarada e no rock grunge tenso. Seu primeiro álbum em quatro anos, All Eyez on Me, continua a alma agradável e alegre pela qual Monica é conhecida, enquanto se expande para um assunto mais maduro. Dorian Lynskey, da revista Blender, por outro lado, avaliou o álbum apenas com duas de cinco estrelas. Ele resumiu All Eyez on Me como "R&B padrão, executado com competência" e chamou-o de "um assunto rapidamente eficiente. Os mãos contratadas [...] ganharam seus contracheques com um punhado de sucessos em potencial [...] mas Monica não tem nem a presença vocal nem o carisma para nos convencer de que outra pessoa não poderia fazer um trabalho igualmente bom com o mesmo material insípido de linha de montagem".
Em uma análise retrospectiva da discografia de Monica, Edward Bowser do Soul in Stereo avaliou o álbum com três estrelas e meia de cinco e classificou-o como sétimo melhor de seus oito álbuns lançados até 2018. Ele escreveu: "O álbum em si é bastante sólido, repleto de amostras familiares e carregado de promessas". Ele citou "Too Hood", "All Eyez on Me" e "I'm Back" como suas faixas favoritas em All Eyez on Me.

## Lançamento e desempenho
Embora originalmente previsto para ser lançado mundialmente, All Eyez on Me recebeu um amplo lançamento em 11 de setembro de 2002, apenas no Japão. O álbum foi inicialmente agendado para um lançamento nos Estados Unidos em julho de 2002 e, em seguida, adiado para agosto e setembro antes de uma data de lançamento de 12 de novembro ser definida. No momento em que estava sendo agendado para lançamento doméstico, no entanto, All Eyez on Me havia sido fortemente pirateado no Japão e se tornou amplamente disponível através de serviços de compartilhamento de arquivos na Internet. Além disso, o primeiro single lançado do projeto, "All Eyez on Me", teve um sucesso moderado nas paradas, enquanto o seguinte, "Too Hood", também teve uma resposta morna. Como resultado, o álbum foi retirado das lojas dias após o lançamento e a gravadora de Monica, J Records, pediu a ela para reconstruir substancialmente o álbum com uma série de novos produtores, incluindo a musicista Missy Elliott, que emergiria como a produtora executiva da nova versão.
Embora "Ain't Gonna Cry No More", produzida por Rodney Jerkins, tenha sido considerada para ser trabalhada como single, All Eyez on Me rendeu apenas dois singles. Seu single principal, "All Eyez on Me", entrou no top 40 na Austrália e na Nova Zelândia, mas alcançou apenas o top 70 da parada Billboard Hot 100 dos Estados Unidos, assim como a 24ª posição da Hot R&B/Hip-Hop Singles. O segundo single, "Too Hood", com Jermaine Dupri, recebeu um lançamento limitado em vinil apenas porque a J Records negou a produção de um videoclipe para a música. No entanto, eventualmente foi incluído em um CD bônus de uma edição limitada de After the Storm (2003).

## Lista de faixas
Algumas canções aparecem com títulos diferentes no lançamento reformulado, After the Storm (2003).
| N.º | Título                                   | Compositor(es)                                                                                             | Produtor(es)                           | Duração |  |
| 1.  | "I'm Back"                               | Monica Arnold Bryan Michael Cox Harold Lilly Andy Armer Randy Alpert                                       | Cox Jermaine Dupri [B] Lilly [D]       | 3:35    |  |
| 2.  | "All Eyez on Me"                         | Arnold LaShawn Daniels James Ingram Quincy Jones                                                           | Rodney "Darkchild" Jerkins Daniels [D] | 4:00    |  |
| 3.  | "U Should've Known [A]"                  | Arnold Cox Dupri Lilly                                                                                     | Dupri Cox [C]                          | 4:18    |  |
| 4.  | "Too Hood" (com part. de Jermaine Dupri) | Arnold Cox Dupri Lilly                                                                                     | Dupri Cox [C]                          | 4:04    |  |
| 5.  | "I Wrote This Song [A]"                  | Arnold Shamora Crawford Kenneth Karlin Carsten Shack Damon Sharpe Shuggie Otis                             | Soulshock & Karlin                     | 3:48    |  |
| 6.  | "U Deserve" (com part. de Hussein Fatal) | Arnold Lilly Rufus Cooper Katari Cox Yaleu Fula Joseph Paquette Tupac Shakur Bruce Washington Tyrone Wrice | Dallas Austin                          | 4:24    |  |
| 7.  | "Breaks My Heart [A]"                    | Shack Karlin Crawford                                                                                      | Soulshock & Karlin                     | 4:27    |  |
| 8.  | "Ain't Gonna Cry No More [A]"            | Arnold Jerkins Fred Jerkins III Daniels                                                                    | Jerkins Daniels [D]                    | 4:10    |  |
| 9.  | "If U Were the Girl"                     | Arnold Dupri Cox Lilly Calvin Broadus Awood Johnson Craig Lawson Corey Miller                              | Dupri Cox [C]                          | 3:51    |  |
| 10. | "What Hurts the Most [A]"                | Shack Peter Biker Crawford                                                                                 | Soulshock & Karlin Biker               | 4:44    |  |
| 11. | "Searchin'"                              | Arnold Lilly                                                                                               | Cox                                    | 4:30    |  |

| Faixas bônus |                      |                                                           |                                                    |         |  |
| N.º          | Título               | Compositor(es)                                            | Produtor(es)                                       | Duração |  |
| 12.          | "Just Another Girl"  | Damon Sharpe Lindy Robbins Carsten Lindberg Joachim Svare | Ric Wake Richard "Richie" Jones [B] Great Dane [B] | 3:24    |  |
| 13.          | "What My Heart Says" | Diane Warren                                              | David Foster                                       | 3:59    |  |

Notas
- ↑[A]  denota faixa incluída posteriormente em After the Storm (2003)
- ↑[B]  denota produtor adicional
- ↑[C]  denota co-produtor
- ↑[D]  denota produtor vocal

Créditos de samples
- "I'm Back" contém interpolações da composição "Rise" (1979) de Herb Alpert.
- "All Eyez on Me" contém sample de  "P.Y.T. (Pretty Young Thing)" (1982) de Michael Jackson.
- "I Wrote This Song" contém sample de "Aht Uh Mi Hed" (1970), de Shuggie Otis.
- "U Deserve" contém sample de "Hail Mary" (1996) de Tupac.
- "If U Were the Girl" contém sample de "Down 4 My Niggas" (2000) de C-Murder.

## Tabelas musicais
| Parada musical (2002)       | Melhor posição |
| --------------------------- | -------------- |
| Japão (Oricon)              | 14             |
| Suíça (Schweizer Hitparade) | 88             |